# Вступ Чорногорії до Європейського Союзу
Вступ Чорногорії до Європейського Союзу є на поточному порядку денному майбутнього розширення ЄС. Це одна з восьми нинішніх країн-кандидатів на вступ до ЄС разом з Албанією, Молдовою, Сербією, Північною Македонією, Туреччиною, Грузією та Україною.
Державний Союз Сербії та Чорногорії розпочав процес вступу до Європейського Союзу в листопаді 2005 року, коли почалися переговори щодо Угоди про стабілізацію та асоціацію. У травні 2006 року Чорногорія на референдумі проголосувала за незалежність, а Державний союз Сербії та Чорногорії було розпущено. Сербія продовжила існуючі переговори, а у вересні 2006 року розпочалися окремі переговори з Чорногорією. Угода була парафована 15 березня 2007 року та офіційно підписана 15 жовтня 2007 року. У 2010 році Комісія видала позитивний висновок щодо заявки Чорногорії, визначивши сім ключових пріоритетів, які необхідно було б вирішити для початку переговорів, і Рада надала їй статус кандидата. У грудні 2011 року Рада розпочала процес приєднання з метою відкриття переговорів у червні 2012 року. Згодом 29 червня 2012 року почалися переговори з Чорногорією про вступ. Після відкриття всіх розділів переговорів країна користується широкою підтримкою серед офіційних осіб членів ЄС, а вступ країни до ЄС вважається можливим до 2025 року. У своїй оцінці прогресу приєднання за 2016 рік Європейська комісія визначила Чорногорію як країну, що має найвищий рівень підготовки до членства серед держав, що ведуть переговори. До 2020 року Чорногорія отримала 507 мільйонів євро допомоги на розвиток від Інструменту передвступної допомоги, механізму фінансування країн-кандидатів до ЄС.

## Заявка
Чорногорія офіційно подала заявку на вступ до ЄС 15 грудня 2008 року. 23 квітня 2009 року Рада запропонувала Європейській комісії подати свій висновок щодо заявки. 22 липня 2009 року Комісія представила Чорногорії анкету для оцінки її застосування. 9 грудня 2009 року Чорногорія надала відповіді на анкету ЄС.

## Угода про стабілізацію та асоціацію
У вересні 2006 року розпочалися переговори щодо Угоди про стабілізацію та асоціацію (SAA) між Чорногорією та Європейським Союзом. Угода була офіційно підписана 15 жовтня 2007 року, а 1 травня 2010 року вона набула чинности після того, як усі 27 держав-членів ЄС ратифікували ССА.

### Рекомендація
Європейська комісія 9 листопада 2010 року рекомендувала Чорногорію як країну-кандидатку. Цей статус кандидата було офіційно надано 17 грудня 2010 року.

### Прогрес
Чорногорія має екологічні, судові та кримінальні проблеми, які можуть перешкодити її заявці. Чорногорія підписала угоду з урядом Болгарії в грудні 2007 року, згідно з якою Болгарія надавала допомогу Чорногорії в євроатлантичній та ЄС інтеграції протягом наступних трьох років. Для роботи над цими питаннями Міністерство закордонних справ та європейської інтеграції Чорногорії має спеціальне агентство, присвячене вступу до ЄС, Офіс допомоги Головному переговорщику. Метою офісу є підтримка завдання головного переговорника щодо вступу Чорногорії до ЄС Зорки Кордіч. 27 липня 2010 року парламент ухвалив закон про недискримінацію, який включає сексуальну орієнтацію та гендерну ідентичність як заборонені ознаки дискримінації. Це була одна з вимог, які країна мала виконати для членства в ЄС.

### Побутова думка
Населення Чорногорії в переважній більшості прихильне до ЄС, згідно з опитуваннями 76,2 % висловилися за, і лише 9,8 % проти, у жовтні 2009 року.

## Хронологія відносин з ЄС
| Дата                  | Подія |
| --------------------- | --- |
| 22 січня 2007 року    | Рада ухвалила Європейське партнерство для Чорногорії |
| 15 жовтня 2007 року   | У Люксембурзі підписано Угоду про стабілізацію та асоціацію (ССА). |
| 1 січня 2008 року     | Набирають чинности угоди з питань торгівлі та торгівлі, спрощення візового режиму та реадмісії |
| 15 грудня 2008 року   | Чорногорія подає заявку на членство в ЄС; подається офіційна заява на вступ |
| 22 липня 2009 року    | Комісія застосувала Анкету до Чорногорії. |
| 9 грудня 2009 року    | Чорногорія подає відповіді на Анкету Комісії. |
| 19 грудня 2009 року   | Для чорногорців, які відвідують ЄС, скасовано візовий режим |
| 12 квітня 2010 року   | Чорногорія надає додаткові відповіді на Анкету Комісії. |
| 1 травня 2010 року    | Набула чинности Угода про стабілізацію та асоціацію (УСА). |
| 9 листопада 2010 року | Європейська Комісія відповідає на відповіді на Анкету з позитивним висновком (Avis). |
| 17 грудня 2010 року   | Чорногорія отримує офіційний статус кандидата. |
| 12 жовтня 2011 року   | Комісія рекомендує розпочати переговори. |
| 26 березня 2012 року  | Розпочався скринінг. |
| 26 червня 2012 року   | Європейська Рада встановлює цільову дату початку переговорів про вступ до 29 червня. |
| 29 червня 2012 року   | Переговори про вступ починаються з процесу перевірки. |
| 18 грудня 2012 року   | Розділ 25 Наука і дослідження відкривається і тимчасово закривається. |
| 15 квітня 2013 року   | У Брюсселі проходить перша конференція про вступ. Розділ 26 Освіта і культура відкривається і тимчасово закривається.                                                                                                  |
| 27 червня 2013 року   | Скринінг завершено |
| 18 грудня 2013 року   | Відкрито п'ять розділів (Розділ 5 — Державні закупівлі; Глава 6 — Право компаній; Глава 20 — Підприємство та промислова політика; Глава 23 — Судова влада та основні права; Глава 24 — Правосуддя, свобода та безпека) |
| 31 березня 2014 року  | Відкрито два розділи (глава 7 — Права інтелектуальної власності та 10 — Інформаційне суспільство та ЗМІ) |
| 24 червня 2014 року   | Відкрито три розділи (розділ 4 — вільний рух капіталів, розділ 31 — зовнішня політика, політика безпеки та оборони, глава 32 — фінансовий контроль)                                                                    |
| 16 грудня 2014 року   | Відкрито чотири глави (розділ 18 — Статистика, глава 28 — Захист споживачів і здоров'я, глава 29 — Митний союз, глава 33 — Фінансово-бюджетне положення)                                                               |
| 30 березня 2015 року  | Відкриваються дві глави (Розділ 16 — Оподаткування, Глава 30 — Зовнішні зв'язки) |
| 22 червня 2015 року   | Відкрито два розділи (Розділ — Фінансові послуги та Розділ 21 — Транс'європейські мережі) |
| 21 грудня 2015 року   | Відкрито дві глави (глава 14 — Транспортна політика та глава 15 — Енергетика) |
| 30 червня 2016 року   | Відкрито дві глави (Глава 12 — Безпека харчових продуктів, ветеринарна та фітосанітарна політика та Глава 13 — Рибне господарство)                                                                                     |
| 13 грудня 2016 року   | Відкрито два розділи (Розділ 11 — Сільське господарство та розвиток села та Розділ 19 — Соціальна політика та зайнятість)                                                                                              |
| 20 червня 2017 року   | Відкрито дві глави (розділ 1 — вільне переміщення товарів і розділ 22 — регіональна політика), а один розділ тимчасово закритий (розділ 30 — Зовнішні зв'язки)                                                         |
| 11 грудня 2017 року   | Відкриваються дві глави (Глава 2: Свобода пересування працівників і Глава 3: Право заснування та свобода надання послуг)                                                                                               |
| 25 червня 2018 року   | Відкрито одну главу (Розділ 17: Економічна та монетарна політика) |
| 10 грудня 2018 року   | Відкрито один розділ (Розділ 27: Довкілля та зміна клімату) |
| 30 червня 2020 року   | Відкрито одну главу (Розділ 8: Конкурентна політика) |

## Процес лібералізації візового режиму
1 січня 2008 року угоди про спрощення візового режиму та реадмісію між Чорногорією та ЄС набрали чинности. Чорногорія була додана до списку безвізових громадян 19 грудня 2009 року, що дозволило їхнім громадянам в'їжджати до Шенгенської зони, Болгарії, Кіпру та Румунії без візи, якщо подорожувати за біометричними паспортами. Процес лібералізації візового режиму не включає поїздки до Ірландії, оскільки ця країна має власний візовий режим за межами Шенгенської угоди.

## Одностороннє прийняття євро
Чорногорія не має власної валюти. Як складова республіка Соціалістична Федеративна Республіка Югославія після Другої світової війни, а пізніше Союзна Республіка Югославія, Чорногорія використовувала югославський динар як офіційну валюту. У листопаді 1999 року уряд Чорногорії в односторонньому порядку визначив німецьку марку як свою офіційну валюту з динаром, а 1 січня 2001 року динар офіційно перестав бути законним платіжним засобом у Чорногорії. Коли в 2002 році було введено євро, а німецька марка знизилася, Чорногорія наслідувала його приклад і також почала використовувати євро, без жодних заперечень з боку Європейського центрального банку (ЄЦБ). Відтоді Європейська комісія та ЄЦБ кілька разів висловлювали своє невдоволення з приводу одностороннього використання євро Чорногорією. У заяві, доданій до їхньої Угоди про стабілізацію та асоціацію з ЄС, говорилося: «Одностороннє введення євро не сумісне з Договором». ЄС наполягає на суворому дотриманні критеріїв конвергенції (наприклад, проведення принаймні 2 років у системі ERMII), які не підлягають обговоренню до прийняття євро, але не втрутилися, щоб зупинити одностороннє прийняття євро Чорногорією в 2002 році. Очікується, що це питання буде вирішено шляхом переговорів. ЄЦБ заявив, що наслідки одностороннього введення євро «будуть прописані не пізніше в разі можливих переговорів про вступ до ЄС». Дипломати припускають, що навряд чи Чорногорія буде змушена вилучити євро з обігу в їхній країні. Радое Жугіч, міністр фінансів Чорногорії, заявив, що «було б надзвичайно економічно нераціонально повернутися до нашої власної валюти, а потім знову повернутися до євро». Натомість він сподівається, що Чорногорії буде дозволено зберегти євро, і пообіцяв, що «уряд Чорногорії прийме деякі певні елементи, які повинні відповідати умовам подальшого використання євро; наприклад, прийняття фіскальних правил».

## Хід переговорів
Наразі відкрито тридцять розділів, три розділи, які були тимчасово закриті, і два розділи, в яких немає чого прийняти.